# Каранна
Каранна (ісп. Caranna) — тверда, ламка, смолиста камедь, що отримується із карибського дерева Bursera acuminata (родина Amyridaceae) та південноамериканських дерев Protium carana, P. altissimum і Pachylobus hexandrus. Вона має духмяний смак і використовувалася у досучасній народній медицині.